# Richard Phelps
Richard Lawson Phelps (Gloucester, 19 aprile 1961) è un ex pentatleta britannico.
È nipote del pentatleta Robert Phelps.

## Palmarès
In carriera ha conseguito i seguenti risultati:
- Giochi olimpici:

Seul 1988: bronzo nel pentathlon moderno a squadre.
- Mondiali:

Moulins 1987: bronzo nel pentathlon moderno a squadre.
Darmstadt 1993: oro nel pentathlon moderno individuale.
Sheffield 1994: argento nel pentathlon moderno a squadre.
- Europei

Sofia 1993: oro nel pentathlon moderno individuale.